# Natko Rački
Natko Rački (Rijeka, 15. studenoga 1981.), hrvatski nogometaš.
Nogometom se sin poznatog menadžera Predraga Račkog počeo baviti tek u svojoj 16-oj godini. Krenuo je u "Lučkom radniku" s riječke Rujevice. Nakon godinu dana dolazi u Rijeku, a potom seli u Italiju u mladi naraštaj Vicenze. Tamo se nije predugo zadržao, te se nakon godinu i pol vraća u rodni grad gdje postupno uspijeva doći do seniora Rijeke pod vodstvom Predraga Stilinovića. 
Nakon razilaženja s upravom Rijeke napušta klub i kao slobodan igrač odlazi u splitski Hajduk. Tamo debitira lijepim pogotkom, ali u dvije se sezone nije uspio pokazati kao ozbiljnije pojačanje i većinom ulazi s klupe. Odlazi nakon osvojena naslova 2005. Nakon neuspješne probe u francuskom Metzu potpisuje za Međimurje. U Međimurju je zbog ozljede zabilježio tek 5 utakmica, te pauzirao cijelu narednu sezonu kao igrač bez kluba. Nakon toga, na ljeto 2007. potpisuje za drugoligaša Pomorac iz Kostrene da bi nakon polusezone prešao u redove pulske Istre 1961. Za Istru je skupio 21 nastup, te pritom postigao 5 pogodaka, prije nego što je klub s njim raskinuo ugovor u prosincu 2008.
U mladoj je reprezentaciji zabilježio 7 nastupa, ali bez pogodaka i niti jednom punih 90 minuta.

## Vanjske poveznice
- Nogometni-magazin: statistika